# Sebastiano Cardi
Sebastiano Cardi (Roma, 15 novembre 1956) è un diplomatico italiano.

## Biografia
Si laurea in Scienze politiche all'Università di Roma nel 1980. Entra al Ministero degli Affari Esteri come volontario della carriera diplomatica nel 1981. Dopo un anno all'Istituto Diplomatico, dal 1983 lavora al Dipartimento per la Cooperazione allo Sviluppo. L'anno successivo si trasferisce a Pechino, dove resta fino al 1987, quando si sposta a Parigi come console aggiunto.
Raggiunto il grado di consigliere di legazione nel 1991, lavora prima alla Segreteria Generale e dal 1994 alla Rappresentanza Permanente alle Nazioni Unite a New York. Divenuto consigliere di ambasciata nel 1998, dal 2001 è fuori ruolo come consigliere diplomatico del Presidente del Senato. Nel 2004 è nominato ministro plenipotenziario, lavorando dal 2006 alla riforma del Consiglio di sicurezza delle Nazioni Unite. L'anno successivo lavora a Washington come ministro.
Dal 16 settembre 2013 al 30 luglio 2018, con il grado di ambasciatore, è stato a capo della Rappresentanza Permanente a New York e dal 1º aprile 2015 è stato anche accreditato presso l'Autorità internazionale dei fondali marini.
Dal 30 luglio 2018 al 19 maggio 2021 è stato Direttore Generale per gli Affari Politici del Ministero degli affari esteri e della cooperazione internazionale, mentre dal 20 maggio 2021 al 14 giugno 2022 è stato capo di gabinetto del Ministro degli affari esteri e della cooperazione internazionale Luigi Di Maio.